# Olympische Sommerspiele 2020/Wasserball
Bei den Olympischen Spielen 2020 in Tokio wurden vom 24. Juli bis 8. August 2021 zwei Wettbewerbe im Wasserball ausgetragen. Am Turnier nahmen bei den Frauen zehn Mannschaften und bei den Männern zwölf Mannschaften teil.

## Zeitplan
| Zeitplan Wasserball | Zeitplan Wasserball | Zeitplan Wasserball | Zeitplan Wasserball | Zeitplan Wasserball | Zeitplan Wasserball | Zeitplan Wasserball | Zeitplan Wasserball | Zeitplan Wasserball | Zeitplan Wasserball | Zeitplan Wasserball | Zeitplan Wasserball | Zeitplan Wasserball | Zeitplan Wasserball | Zeitplan Wasserball | Zeitplan Wasserball | Zeitplan Wasserball |
| Wettbewerbe         | Juli 2021           | Juli 2021           | Juli 2021           | Juli 2021           | Juli 2021           | Juli 2021           | August 2021         | August 2021         | August 2021         | August 2021         | August 2021         | August 2021         | August 2021         | August 2021         | August 2021         | August 2021         |
| Wettbewerbe         | 24.                 | 25.                 | 26.                 | 27.                 | 28.                 | 29.                 | 30.                 | 31.                 | 1.                  | 2.                  | 3.                  | 4.                  | 5.                  | 6.                  | 7.                  | 8.                  |
| ------------------- | ------------------- | ------------------- | ------------------- | ------------------- | ------------------- | ------------------- | ------------------- | ------------------- | ------------------- | ------------------- | ------------------- | ------------------- | ------------------- | ------------------- | ------------------- | ------------------- |
| Frauenturnier       | VR                  |                     | VR                  |                     | VR                  |                     | VR                  |                     | VR                  |                     | VF                  |                     | HF                  |                     |                     |                     |
| Männerturnier       |                     | VR                  |                     | VR                  |                     | VR                  |                     | VR                  |                     | VR                  |                     | VF                  |                     | HF                  |                     |                     |
| Entscheidungen      | 0                   | 0                   | 0                   | 0                   | 0                   | 0                   | 0                   | 0                   | 0                   | 0                   | 0                   | 0                   | 0                   | 0                   | 1                   | 1                   |

| VR | Vorrunde | VF | Viertelfinale | HF | Halbfinale |  | Medaillenentscheidung |

## Bilanz

### Medaillenspiegel
| Platz  | Land               | Gold | Silber | Bronze | Gesamt |
| ------ | ------------------ | ---- | ------ | ------ | ------ |
| 1      | Serbien            | 1    | –      | –      | 1      |
| 1      | Vereinigte Staaten | 1    | –      | –      | 1      |
| 3      | Griechenland       | –    | 1      | –      | 1      |
| 3      | Spanien            | –    | 1      | –      | 1      |
| 3      | Ungarn             | –    | –      | 2      | 2      |
| Gesamt | Gesamt             | 2    | 2      | 2      | 6      |

### Medaillengewinner
| Disziplin | Gold | Silber | Bronze |
| --------- | --- | --- | --- |
| Männer    | SerbienGojko Pijetlović Dušan Mandić Nikola Dedović Sava Ranđelović Strahinja Rašović Duško Pijetlović Đorđe Lazić Milan Aleksić Nikola Jakšić Filip Filipović Andrija Prlainović Stefan Mitrović Branislav Mitrović                | GriechenlandManolis Zerdevas Konstantinos Genidounias Dimitris Skoumpakis Marios Kapotsis Ioannis Fountoulis Alexandros Papanastasiou Georgios Dervisis Stylianos Argyropoulos-Kanakis Konstantinos Mourikis Christodoulos Kolomvos Konstantinos Giouvetsis Angelos Vlachopoulos Konstantinos Galanidis | UngarnDániel Angyal Balázs Erdélyi Balázs Hárai Norbert Hosnyánszky Szilárd Jansik Krisztián Manhercz Tamás Mezei Viktor Nagy Mátyás Pásztor Márton Vámos Dénes Varga Soma Vogel Gergő Zalánki        |
| Frauen    | Vereinigte StaatenRachel Fattal Aria Fischer Makenzie Fischer Kaleigh Gilchrist Stephania Haralabidis Paige Hauschild Ashleigh Johnson Amanda Longan Maddie Musselman Jamie Neushul Melissa Seidemann Maggie Steffens Alys Williams | SpanienMarta Bach Anna Espar Clara Espar Laura Ester Judith Forca Maica García Irene González Paula Leitón Beatriz Ortiz María del Pilar Peña Elena Ruiz Maria Elena Sánchez Roser Tarragó | UngarnEdina Gangl Krisztina Garda Gréta Gurisatti Anikó Gyöngyössy Anna Illés Rita Keszthelyi Dóra Leimeter Alda Magyari Rebecca Parkes Nataša Rybanská Dorottya Szilágyi Gabriella Szűcs Vanda Vályi |

## Männerturnier
Für das olympische Wasserballturnier der Männer konnten sich folgende Mannschaften qualifizieren:
| Qualifikationswettbewerb            | Datum                  | Ort          | Plätze | Qualifizierte Teams |
| ----------------------------------- | ---------------------- | ------------ | ------ | ------------------- |
| Gastgeber                           | 7. September 2013      | Buenos Aires | 1      | Japan               |
| Asienspiele 2018                    | 4.–10. August 2018     | Jakarta      | 1      | Kasachstan          |
| FINA World League 2019              | 18.–23. Juni 2019      | Belgrad      | 1      | Serbien             |
| Wasserball-Weltmeisterschaften 2019 | 12.–28. Juli 2019      | Gwangju      | 2      | Italien             |
| Wasserball-Weltmeisterschaften 2019 | 12.–28. Juli 2019      | Gwangju      | 2      | Spanien             |
| Panamerikanische Spiele 2019        | 26.–11. August 2019    | Lima         | 1      | Vereinigte Staaten  |
| Ozeanien Selektion                  | —                      | —            | 1      | Australien          |
| Afrika-Selektion                    | —                      | —            | 1      | Südafrika           |
| Wasserball-Europameisterschaft 2020 | 12.–26. Januar 2020    | Budapest     | 1      | Ungarn              |
| Olympia-Qualifikationsturnier       | 14.–21. Februar 2021 1 | Rotterdam    | 3      | Griechenland        |
| Olympia-Qualifikationsturnier       | 14.–21. Februar 2021 1 | Rotterdam    | 3      | Kroatien            |
| Olympia-Qualifikationsturnier       | 14.–21. Februar 2021 1 | Rotterdam    | 3      | Montenegro          |
| Gesamt                              | Gesamt                 | Gesamt       | 12     | 12                  |

## Frauenturnier
| Qualifikationswettbewerb            | Datum               | Ort          | Plätze | Qualifizierte Teams |
| ----------------------------------- | ------------------- | ------------ | ------ | ------------------- |
| Gastgeber                           | 7. September 2013   | Buenos Aires | 1      | Japan               |
| Asienspiele 2018                    | 4.–10. August 2018  | Jakarta      | 1      | China               |
| FINA World League 2019              | 4.–7. Juni 2019     | Budapest     | 1      | Vereinigte Staaten  |
| Wasserball-Weltmeisterschaften 2019 | 12.–28. Juli 2019   | Gwangju      | 1      | Spanien             |
| Panamerikanische Spiele 2019        | 26.–11. August 2019 | Lima         | 1      | Kanada              |
| Ozeanien Selektion                  | —                   | —            | 1      | Australien          |
| Afrika-Selektion                    | —                   | —            | 1      | Südafrika           |
| Wasserball-Europameisterschaft 2020 | 12.–26. Januar 2020 | Budapest     | 1      | ROC                 |
| Olympia-Qualifikationsturnier       | 17.–24. Januar 2021 | Triest       | 2      | Niederlande         |
| Olympia-Qualifikationsturnier       | 17.–24. Januar 2021 | Triest       | 2      | Ungarn              |
| Gesamt                              | Gesamt              | Gesamt       | 10     | 10                  |

## Weblink
- Wasserball auf der Homepage der Spiele